# Interlands Faeröers voetbalelftal 2010-2019
Deze pagina toont een chronologisch en gedetailleerd overzicht van de interlands die het Faeröers voetbalelftal heeft gespeeld in de periode 2010 – 2019.

## Interlands

### 2010
|                                                               |                                                   |       |         |                                                                           |
| 21 maart Vriendschappelijk № 132 «onderlinge duels» 16:00 uur | IJsland                                           | 2 – 0 | Faeröer | Kórinn, Kópavogur Toeschouwers: 312 Scheidsrechter: Claus Bo Larsen (DEN) |
| 21 maart Vriendschappelijk № 132 «onderlinge duels» 16:00 uur | Matthías Vilhjálmsson 10' Kolbeinn Sigþórsson 37' |       |         | Kórinn, Kópavogur Toeschouwers: 312 Scheidsrechter: Claus Bo Larsen (DEN) |

|                                                             |           |       |         |                                                                                          |
| 4 juni Vriendschappelijk № 133 «onderlinge duels» 18:00 uur | Luxemburg | 0 – 0 | Faeröer | Stade Alphonse Theis, Hesperange Toeschouwers: 713 Scheidsrechter: Carlo Bertolini (SUI) |
| 4 juni Vriendschappelijk № 133 «onderlinge duels» 18:00 uur |           |       |         | Stade Alphonse Theis, Hesperange Toeschouwers: 713 Scheidsrechter: Carlo Bertolini (SUI) |

|                                                                |                                      |       |                     |                                                                                     |
| 11 augustus EK-kwalificatie № 134 «onderlinge duels» 19:00 uur | Estland                              | 2 – 1 | Faeröer             | A. Le Coq Arena, Tallinn Toeschouwers: 5.470 Scheidsrechter: Ante Vučemilović (CRO) |
| 11 augustus EK-kwalificatie № 134 «onderlinge duels» 19:00 uur | Kaimar Saag 90+1' Raio Piiroja 90+3' |       | 28' Jóan Edmundsson | A. Le Coq Arena, Tallinn Toeschouwers: 5.470 Scheidsrechter: Ante Vučemilović (CRO) |

|                                                                |         |                                                        |        |                                                                               |
| 3 september EK-kwalificatie № 135 «onderlinge duels» 19:00 uur | Faeröer | 0 – 3                                                  | Servië | Tórsvøllur, Tórshavn Toeschouwers: 2.896 Scheidsrechter: Abby Toussaint (LUX) |
| 3 september EK-kwalificatie № 135 «onderlinge duels» 19:00 uur |         | 14' Danko Lazović 18' Dejan Stanković 90' Nikola Žigić |        | Tórsvøllur, Tórshavn Toeschouwers: 2.896 Scheidsrechter: Abby Toussaint (LUX) |

|                                                                | |       |         |                                                                                              |
| 7 september EK-kwalificatie № 136 «onderlinge duels» 20:50 uur | Italië                                                                                                 | 5 – 0 | Faeröer | Stadio Artemio Franchi, Firenze Toeschouwers: 19.266 Scheidsrechter: Aleksej Koelbakov (BLR) |
| 7 september EK-kwalificatie № 136 «onderlinge duels» 20:50 uur | Alberto Gilardino 12' Daniele De Rossi 22' Antonio Cassano 27' Fabio Quagliarella 81' Andrea Pirlo 90' |       |         | Stadio Artemio Franchi, Firenze Toeschouwers: 19.266 Scheidsrechter: Aleksej Koelbakov (BLR) |

|                                                              |                                                                                             |       |                         |                                                                                        |
| 8 oktober EK-kwalificatie № 137 «onderlinge duels» 19:45 uur | Slovenië                                                                                    | 5 – 1 | Faeröer                 | Stožicestadion, Ljubljana Toeschouwers: 15.750 Scheidsrechter: Stanislav Todorov (BUL) |
| 8 oktober EK-kwalificatie № 137 «onderlinge duels» 19:45 uur | Tim Matavž 25' Tim Matavž 36' Tim Matavž 65' Milivoje Novakovič 72' (pen.) Zlatko Dedič 84' |       | 90' Christian Mouritsen | Stožicestadion, Ljubljana Toeschouwers: 15.750 Scheidsrechter: Stanislav Todorov (BUL) |

|                                                               |                     |       |                   |                                                                                |
| 12 oktober EK-kwalificatie № 138 «onderlinge duels» 16:00 uur | Faeröer             | 1 – 1 | Noord-Ierland     | Svangaskarð, Toftir Toeschouwers: 1.921 Scheidsrechter: Cyril Zimmermann (SUI) |
| 12 oktober EK-kwalificatie № 138 «onderlinge duels» 16:00 uur | Christian Holst 60' |       | 76' Kyle Lafferty | Svangaskarð, Toftir Toeschouwers: 1.921 Scheidsrechter: Cyril Zimmermann (SUI) |

|                                                                  |                                                    |       |         |                                                                                       |
| 16 november Vriendschappelijk № 139 «onderlinge duels» 20:00 uur | Schotland                                          | 3 – 0 | Faeröer | Pittodrie Stadium, Aberdeen Toeschouwers: 10.873 Scheidsrechter: Pol van Boekel (NED) |
| 16 november Vriendschappelijk № 139 «onderlinge duels» 20:00 uur | Danny Wilson 24' Kris Commons 31' Jamie Mackie 45' |       |         | Pittodrie Stadium, Aberdeen Toeschouwers: 10.873 Scheidsrechter: Pol van Boekel (NED) |

### 2011
|                                                           |         |                                             |          |                                                                            |
| 3 juni EK-kwalificatie № 140 «onderlinge duels» 18:30 uur | Faeröer | 0 – 2                                       | Slovenië | Svangaskarð, Toftir Toeschouwers: 974 Scheidsrechter: Oliver Drachta (AUT) |
| 3 juni EK-kwalificatie № 140 «onderlinge duels» 18:30 uur |         | 29' Tim Matavž 47' (e.d.) Rógvi Baldvinsson |          | Svangaskarð, Toftir Toeschouwers: 974 Scheidsrechter: Oliver Drachta (AUT) |

|                                                           |                                                  |       |         |                                                                             |
| 7 juni EK-kwalificatie № 141 «onderlinge duels» 19:30 uur | Faeröer                                          | 2 – 0 | Estland | Svangaskarð, Toftir Toeschouwers: 1.715 Scheidsrechter: Antti Munukka (FIN) |
| 7 juni EK-kwalificatie № 141 «onderlinge duels» 19:30 uur | Fróði Benjaminsen 43' (pen.) Arnbjørn Hansen 47' |       |         | Svangaskarð, Toftir Toeschouwers: 1.715 Scheidsrechter: Antti Munukka (FIN) |

|                                                                |                                                                  |       |         |                                                                                 |
| 10 augustus EK-kwalificatie № 142 «onderlinge duels» 19:45 uur | Noord-Ierland                                                    | 4 – 0 | Faeröer | Windsor Park, Belfast Toeschouwers: 15.000 Scheidsrechter: Emir Alečković (BIH) |
| 10 augustus EK-kwalificatie № 142 «onderlinge duels» 19:45 uur | Aaron Hughes 5' Steven Davis 66' Pat McCourt 71' Pat McCourt 88' |       |         | Windsor Park, Belfast Toeschouwers: 15.000 Scheidsrechter: Emir Alečković (BIH) |

|                                                                |         |                     |        |                                                                             |
| 2 september EK-kwalificatie № 143 «onderlinge duels» 19:45 uur | Faeröer | 0 – 1               | Italië | Tórsvøllur, Tórshavn Toeschouwers: 5.654 Scheidsrechter: Tamas Bognar (HUN) |
| 2 september EK-kwalificatie № 143 «onderlinge duels» 19:45 uur |         | 11' Antonio Cassano |        | Tórsvøllur, Tórshavn Toeschouwers: 5.654 Scheidsrechter: Tamas Bognar (HUN) |

|                                                                |                                                           |       |                       |                                                                                        |
| 6 september EK-kwalificatie № 144 «onderlinge duels» 19:30 uur | Servië                                                    | 3 – 1 | Faeröer               | Partizanstadion, Belgrado Toeschouwers: 9.000 Scheidsrechter: Arman Amirkchanian (ARM) |
| 6 september EK-kwalificatie № 144 «onderlinge duels» 19:30 uur | Milan Jovanović 6' Zoran Tošić 32' Zdravko Kuzmanović 69' |       | 37' Fróði Benjaminsen | Partizanstadion, Belgrado Toeschouwers: 9.000 Scheidsrechter: Arman Amirkchanian (ARM) |

### 2012
|                                                                  |                                                 |       |         |                                                                                       |
| 15 augustus Vriendschappelijk № 145 «onderlinge duels» 21:45 uur | IJsland                                         | 2 – 0 | Faeröer | Laugardalsvöllur, Reykjavík Toeschouwers: 7.256 Scheidsrechter: Laurent Kopriwa (LUX) |
| 15 augustus Vriendschappelijk № 145 «onderlinge duels» 21:45 uur | Kolbeinn Sigþórsson 30' Kolbeinn Sigþórsson 90' |       |         | Laugardalsvöllur, Reykjavík Toeschouwers: 7.256 Scheidsrechter: Laurent Kopriwa (LUX) |

|                                                                |                                               |       |         |                                                                              |
| 7 september WK-kwalificatie № 146 «onderlinge duels» 20:45 uur | Duitsland                                     | 3 – 0 | Faeröer | AWD-Arena, Hannover Toeschouwers: 32.769 Scheidsrechter: Robert Madden (SCH) |
| 7 september WK-kwalificatie № 146 «onderlinge duels» 20:45 uur | Mario Götze 28' Mesut Özil 54' Mesut Özil 72' |       |         | AWD-Arena, Hannover Toeschouwers: 32.769 Scheidsrechter: Robert Madden (SCH) |

|                                                               |                       |       |                                                 |                                                                                        |
| 12 oktober WK-kwalificatie № 147 «onderlinge duels» 18:00 uur | Faeröer               | 1 – 2 | Zweden                                          | Tórsvøllur, Tórshavn Toeschouwers: 5.100 Scheidsrechter: Anastasios Sidiropoulos (GRE) |
| 12 oktober WK-kwalificatie № 147 «onderlinge duels» 18:00 uur | Rógvi Baldvinsson 57' |       | 65' Alexander Kačaniklić 75' Zlatan Ibrahimović | Tórsvøllur, Tórshavn Toeschouwers: 5.100 Scheidsrechter: Anastasios Sidiropoulos (GRE) |

|                                                     |                     |       |                                                                                  |                                                                              |
| 15 oktober WK-kwalificatie № 148 «onderlinge duels» | Faeröer             | 1 – 4 | Ierland                                                                          | Tórsvøllur, Tórshavn Toeschouwers: 4.400 Scheidsrechter: Lorenc Jemini (ALB) |
| 15 oktober WK-kwalificatie № 148 «onderlinge duels» | Arnbjørn Hansen 68' |       | 46' Marc Wilson 53' Jonathan Walters 73' (e.d.) Pól Justinussen 88' Darren O'Dea | Tórsvøllur, Tórshavn Toeschouwers: 4.400 Scheidsrechter: Lorenc Jemini (ALB) |

### 2013
|                                                                 |                                                |       |         |                                                                                             |
| 21 februari Vriendschappelijk Officieus duel «onderlinge duels» | Thailand                                       | 2 – 0 | Faeröer | Supachalasai Stadion, Bangkok Toeschouwers: 7.256 Scheidsrechter: Chaiya Alee Mahapab (THA) |
| 21 februari Vriendschappelijk Officieus duel «onderlinge duels» | Narubodin Weerawatnodom 29' Pakorn Premsak 45' |       |         | Supachalasai Stadion, Bangkok Toeschouwers: 7.256 Scheidsrechter: Chaiya Alee Mahapab (THA) |

|                                                             | |       |         |                                                                                        |
| 22 maart WK-kwalificatie № 150 «onderlinge duels» 20:00 uur | Oostenrijk | 6 – 0 | Faeröer | Ernst Happel Stadion, Wenen Toeschouwers: 24.200 Scheidsrechter: Oleksandr Derdo (UKR) |
| 22 maart WK-kwalificatie № 150 «onderlinge duels» 20:00 uur | Philipp Hosiner 8' Philipp Hosiner 20' Andreas Ivanschitz 28' Zlatko Junuzović 77' David Alaba 78' György Garics 82' |       |         | Ernst Happel Stadion, Wenen Toeschouwers: 24.200 Scheidsrechter: Oleksandr Derdo (UKR) |

|                                                           |                                                   |       |         |                                                                                    |
| 7 juni WK-kwalificatie № 151 «onderlinge duels» 19:45 uur | Ierland                                           | 3 – 0 | Faeröer | Avivastadion, Dublin Toeschouwers: 19.000 Scheidsrechter: Mattias Gestranius (FIN) |
| 7 juni WK-kwalificatie № 151 «onderlinge duels» 19:45 uur | Robbie Keane 5' Robbie Keane 56' Robbie Keane 81' |       |         | Avivastadion, Dublin Toeschouwers: 19.000 Scheidsrechter: Mattias Gestranius (FIN) |

|                                                            |                                                      |       |         |                                                                                  |
| 11 juni WK-kwalificatie № 152 «onderlinge duels» 20:15 uur | Zweden                                               | 2 – 0 | Faeröer | Friends Arena, Solna Toeschouwers: 32.858 Scheidsrechter: Nikolaj Jordanov (BUL) |
| 11 juni WK-kwalificatie № 152 «onderlinge duels» 20:15 uur | Zlatan Ibrahimović 35' Zlatan Ibrahimović 82' (pen.) |       |         | Friends Arena, Solna Toeschouwers: 32.858 Scheidsrechter: Nikolaj Jordanov (BUL) |

|                                                        |                         |       |         |                                                                                   |
| 14 augustus Vriendschappelijk № 153 «onderlinge duels» | IJsland                 | 1 – 0 | Faeröer | Laugardalsvöllur, Reykjavík Toeschouwers: 4.815 Scheidsrechter: Tore Hansen (NOR) |
| 14 augustus Vriendschappelijk № 153 «onderlinge duels» | Kolbeinn Sigþórsson 65' |       |         | Laugardalsvöllur, Reykjavík Toeschouwers: 4.815 Scheidsrechter: Tore Hansen (NOR) |

|                                                                |                                                       |       |                       |                                                                                    |
| 6 september WK-kwalificatie № 154 «onderlinge duels» 17:00 uur | Kazachstan                                            | 2 – 1 | Faeröer               | Astana Arena, Nur-Sultan Toeschouwers: 7.000 Scheidsrechter: Johnny Casanova (SMR) |
| 6 september WK-kwalificatie № 154 «onderlinge duels» 17:00 uur | Nurbol Zhumaskaliev 50' (pen.) Andrey Finonchenko 64' |       | 23' Fróði Benjaminsen | Astana Arena, Nur-Sultan Toeschouwers: 7.000 Scheidsrechter: Johnny Casanova (SMR) |

|                                                                 |         |                                                             |           |                                                                                  |
| 10 september WK-kwalificatie № 155 «onderlinge duels» 19:00 uur | Faeröer | 0 – 3                                                       | Duitsland | Tórsvøllur, Tórshavn Toeschouwers: 4.100 Scheidsrechter: Gediminas Mažeika (LTU) |
| 10 september WK-kwalificatie № 155 «onderlinge duels» 19:00 uur |         | 23' Per Mertesacker 74' (pen.) Mesut Özil 84' Thomas Müller |           | Tórsvøllur, Tórshavn Toeschouwers: 4.100 Scheidsrechter: Gediminas Mažeika (LTU) |

|                                                               |                    |       |                        |                                                                                |
| 11 oktober WK-kwalificatie № 156 «onderlinge duels» 19:00 uur | Faeröer            | 1 – 1 | Kazachstan             | Tórsvøllur, Tórshavn Toeschouwers: 1.870 Scheidsrechter: Dumitru Muntean (MDA) |
| 11 oktober WK-kwalificatie № 156 «onderlinge duels» 19:00 uur | Hallur Hansson 41' |       | 55' Andrey Finonchenko | Tórsvøllur, Tórshavn Toeschouwers: 1.870 Scheidsrechter: Dumitru Muntean (MDA) |

|                                                               |         |                                                            |            |                                                                            |
| 15 oktober WK-kwalificatie № 157 «onderlinge duels» 20:00 uur | Faeröer | 0 – 3                                                      | Oostenrijk | Tórsvøllur, Tórshavn Toeschouwers: 3.100 Scheidsrechter: Liran Liany (ISR) |
| 15 oktober WK-kwalificatie № 157 «onderlinge duels» 20:00 uur |         | 16' Andreas Ivanschitz 64' Sebastian Prödl 67' David Alaba |            | Tórsvøllur, Tórshavn Toeschouwers: 3.100 Scheidsrechter: Liran Liany (ISR) |

|                                                                  |                                                         |       |                                          |                                                                                 |
| 19 november Vriendschappelijk № 158 «onderlinge duels» 19:30 uur | Malta                                                   | 3 – 2 | Faeröer                                  | Ta' Qalistadion, Ta' Qali Toeschouwers: 800 Scheidsrechter: Marcin Borski (POL) |
| 19 november Vriendschappelijk № 158 «onderlinge duels» 19:30 uur | Ryan Fenech 17' Michael Mifsud 20' Jonathan Caruana 41' |       | 80' Hallur Hansson 87' Rógvi Baldvinsson | Ta' Qalistadion, Ta' Qali Toeschouwers: 800 Scheidsrechter: Marcin Borski (POL) |

### 2014
|                                                    |                  |       |                                                                                      |                                                                                      |
| 1 maart Vriendschappelijk № 159 «onderlinge duels» | Gibraltar        | 1 – 4 | Faeröer                                                                              | Victoriastadion, Gibraltar Toeschouwers: 7.256 Scheidsrechter: Raymond Crangle (NIR) |
| 1 maart Vriendschappelijk № 159 «onderlinge duels» | Roy Chipolina 2' |       | 26' Jóan Símun Edmundsson 31' Christian Holst 59' Hallur Hansson 68' Christian Holst | Victoriastadion, Gibraltar Toeschouwers: 7.256 Scheidsrechter: Raymond Crangle (NIR) |

|                                                      |                     |       |                                                    |                                                                            |
| 7 september EK-kwalificatie № 160 «onderlinge duels» | Faeröer             | 1 – 3 | Finland                                            | Tórsvøllur, Tórshavn Toeschouwers: 3.330 Scheidsrechter: Simon Evans (WAL) |
| 7 september EK-kwalificatie № 160 «onderlinge duels» | Christian Holst 41' |       | 53' Riku Riski 78' Riku Riski 82' Roman Jerjomenko | Tórsvøllur, Tórshavn Toeschouwers: 3.330 Scheidsrechter: Simon Evans (WAL) |

|                                                               |                                     |       |         |                                                                             |
| 11 oktober EK-kwalificatie № 161 «onderlinge duels» 20:45 uur | Noord-Ierland                       | 2 – 0 | Faeröer | Windsor Park, Belfast Toeschouwers: 10.500 Scheidsrechter: Alon Yefet (ISR) |
| 11 oktober EK-kwalificatie № 161 «onderlinge duels» 20:45 uur | Gareth McAuley 6' Kyle Lafferty 20' |       |         | Windsor Park, Belfast Toeschouwers: 10.500 Scheidsrechter: Alon Yefet (ISR) |

|                                                               |         |                 |           |                                                                                  |
| 14 oktober EK-kwalificatie № 162 «onderlinge duels» 18:00 uur | Faeröer | 0 – 1           | Hongarije | Tórsvøllur, Tórshavn Toeschouwers: 2.000 Scheidsrechter: Aleksej Koelbakov (BLR) |
| 14 oktober EK-kwalificatie № 162 «onderlinge duels» 18:00 uur |         | 21' Ádám Szalai |           | Tórsvøllur, Tórshavn Toeschouwers: 2.000 Scheidsrechter: Aleksej Koelbakov (BLR) |

|                                                      |             |                           |         |                                                                                               |
| 14 november EK-kwalificatie № 163 «onderlinge duels» | Griekenland | 0 – 1                     | Faeröer | Georgios Karaiskákisstadion, Piraeus Toeschouwers: 7.500 Scheidsrechter: Nicola Rizzoli (ITA) |
| 14 november EK-kwalificatie № 163 «onderlinge duels» |             | 61' Jóan Símun Edmundsson |         | Georgios Karaiskákisstadion, Piraeus Toeschouwers: 7.500 Scheidsrechter: Nicola Rizzoli (ITA) |

### 2015
|                                                   |                    |       |         |                                                                                         |
| 29 maart EK-kwalificatie № 164 «onderlinge duels» | Roemenië           | 1 – 0 | Faeröer | Ilie Oanăstadion, Ploiești Toeschouwers: 14.000 Scheidsrechter: Artur Soares Dias (POR) |
| 29 maart EK-kwalificatie № 164 «onderlinge duels» | Claudiu Keșerü 21' |       |         | Ilie Oanăstadion, Ploiești Toeschouwers: 14.000 Scheidsrechter: Artur Soares Dias (POR) |

|                                                  |                                      |       |                               |                                                                                 |
| 13 juni EK-kwalificatie № 165 «onderlinge duels» | Faeröer                              | 2 – 1 | Griekenland                   | Tórsvøllur, Tórshavn Toeschouwers: 4.741 Scheidsrechter: Tom Harald Hagen (NOR) |
| 13 juni EK-kwalificatie № 165 «onderlinge duels» | Hallur Hansson 32' Brandur Olsen 70' |       | 84' Sokratis Papastathopoulos | Tórsvøllur, Tórshavn Toeschouwers: 4.741 Scheidsrechter: Tom Harald Hagen (NOR) |

|                                                                |                           |       |                                                         |                                                                             |
| 4 september EK-kwalificatie № 166 «onderlinge duels» 20:45 uur | Faeröer                   | 1 – 3 | Noord-Ierland                                           | Tórsvøllur, Tórshavn Toeschouwers: 4.513 Scheidsrechter: Felix Zwayer (GER) |
| 4 september EK-kwalificatie № 166 «onderlinge duels» 20:45 uur | Jóan Símun Edmundsson 36' |       | 12' Gareth McAuley 71' Gareth McAuley 75' Kyle Lafferty | Tórsvøllur, Tórshavn Toeschouwers: 4.513 Scheidsrechter: Felix Zwayer (GER) |

|                                                                |                     |       |         |                                                                                  |
| 7 september EK-kwalificatie № 167 «onderlinge duels» 20:45 uur | Finland             | 1 – 0 | Faeröer | Olympiastadion, Helsinki Toeschouwers: 9.477 Scheidsrechter: Marcin Borski (POL) |
| 7 september EK-kwalificatie № 167 «onderlinge duels» 20:45 uur | Joel Pohjanpolo 23' |       |         | Olympiastadion, Helsinki Toeschouwers: 9.477 Scheidsrechter: Marcin Borski (POL) |

|                                                              |                                 |       |                      |                                                                                           |
| 8 oktober EK-kwalificatie № 168 «onderlinge duels» 20:45 uur | Hongarije                       | 2 – 1 | Faeröer              | Groupama Aréna, Boedapest Toeschouwers: 16.797 Scheidsrechter: Robert Schörgenhofer (AUT) |
| 8 oktober EK-kwalificatie № 168 «onderlinge duels» 20:45 uur | Dániel Böde 63' Dániel Böde 71' |       | 11' Róaldur Jacobsen | Groupama Aréna, Boedapest Toeschouwers: 16.797 Scheidsrechter: Robert Schörgenhofer (AUT) |

|                                                               |         |                                                                    |          |                                                                              |
| 11 oktober EK-kwalificatie № 169 «onderlinge duels» 18:00 uur | Faeröer | 0 – 3                                                              | Roemenië | Tórsvøllur, Tórshavn Toeschouwers: 2.500 Scheidsrechter: Ivan Kružliak (CRO) |
| 11 oktober EK-kwalificatie № 169 «onderlinge duels» 18:00 uur |         | 4' Constantin Budescu 45+1' Constantin Budescu 82' Alexandru Maxim |          | Tórsvøllur, Tórshavn Toeschouwers: 2.500 Scheidsrechter: Ivan Kružliak (CRO) |

### 2016
|                                                     |                                                                      |       |                                         |                                                                                                  |
| 28 maart Vriendschappelijk № 170 «onderlinge duels» | Faeröer                                                              | 3 – 2 | Liechtenstein                           | Estadio Municipal de Marbella, Marbella Toeschouwers: 50 Scheidsrechter: Jésus Gil Manzano (ESP) |
| 28 maart Vriendschappelijk № 170 «onderlinge duels» | Brandur Hendriksson 6' Jóan Símun Edmundsson 43' Sølvi Vatnhamar 58' |       | 73' Robin Gubser 90+3' Sandro Wolfinger | Estadio Municipal de Marbella, Marbella Toeschouwers: 50 Scheidsrechter: Jésus Gil Manzano (ESP) |

|                                                   |         |                                          |        | |
| 3 juni Vriendschappelijk № 171 «onderlinge duels» | Faeröer | 0 – 2                                    | Kosovo | Frankfurter Volksbank Stadion, Frankfurt Toeschouwers: 7.000 Scheidsrechter: Alexandre Boucaut (BEL) |
| 3 juni Vriendschappelijk № 171 «onderlinge duels» |         | 44' Albert Bunjaku 90+3' Elbasan Rashani |        | Frankfurter Volksbank Stadion, Frankfurt Toeschouwers: 7.000 Scheidsrechter: Alexandre Boucaut (BEL) |

|                                                                     |         |       |           |                                                                              |
| 6 september Kwalificatie WK 2018 № 172 «onderlinge duels» 20:45 uur | Faeröer | 0 – 0 | Hongarije | Tórsvøllur, Tórshavn Toeschouwers: 4.066 Scheidsrechter: Slavko Vinčić (SLO) |
| 6 september Kwalificatie WK 2018 № 172 «onderlinge duels» 20:45 uur |         |       |           | Tórsvøllur, Tórshavn Toeschouwers: 4.066 Scheidsrechter: Slavko Vinčić (SLO) |

|                                                                           |         |                                               |         |                                                                             |
| 7 oktober Kwalificatie WK 2018 Groep B № 173 «onderlinge duels» 20:45 uur | Letland | 0 – 2                                         | Faeröer | Skontostadion, Riga Toeschouwers: 4.823 Scheidsrechter: Sergiej Bojko (UKR) |
| 7 oktober Kwalificatie WK 2018 Groep B № 173 «onderlinge duels» 20:45 uur |         | 19' Sonni Nattestad 70' Jóan Símun Edmundsson |         | Skontostadion, Riga Toeschouwers: 4.823 Scheidsrechter: Sergiej Bojko (UKR) |

|                                                                            |         | |          |                                                                                  |
| 10 oktober Kwalificatie WK 2018 Groep B № 174 «onderlinge duels» 20:45 uur | Faeröer | 0 – 6 | Portugal | Tórsvøllur, Tórshavn Toeschouwers: 4.748 Scheidsrechter: Gediminas Mažeika (LTU) |
| 10 oktober Kwalificatie WK 2018 Groep B № 174 «onderlinge duels» 20:45 uur |         | 12' André Silva 22' André Silva 37' André Silva 65' Cristiano Ronaldo 90+1' João Moutinho 90+3' João Cancelo |          | Tórsvøllur, Tórshavn Toeschouwers: 4.748 Scheidsrechter: Gediminas Mažeika (LTU) |

|                                                                             |                                            |       |         |                                                                                       |
| 13 november Kwalificatie WK 2018 Groep B № 175 «onderlinge duels» 20:45 uur | Zwitserland                                | 2 – 0 | Faeröer | Swissporarena, Luzern Toeschouwers: 14.800 Scheidsrechter: Sébastien Delferière (BEL) |
| 13 november Kwalificatie WK 2018 Groep B № 175 «onderlinge duels» 20:45 uur | Eren Derdiyok 27' Stephan Lichtsteiner 83' |       |         | Swissporarena, Luzern Toeschouwers: 14.800 Scheidsrechter: Sébastien Delferière (BEL) |

### 2017
|                                                                          |         |       |         |                                                                                           |
| 25 maart Kwalificatie WK 2018 Groep B № 176 «onderlinge duels» 20:45 uur | Andorra | 0 – 0 | Faeröer | Estadi Nacional, Andorra la Vella Toeschouwers: 1.890 Scheidsrechter: Ognjen Valjić (BIH) |
| 25 maart Kwalificatie WK 2018 Groep B № 176 «onderlinge duels» 20:45 uur |         |       |         | Estadi Nacional, Andorra la Vella Toeschouwers: 1.890 Scheidsrechter: Ognjen Valjić (BIH) |

|                                                                        |         |                                      |             |                                                                                |
| 9 juni Kwalificatie WK 2018 Groep B № 177 «onderlinge duels» 20:45 uur | Faeröer | 0 – 2                                | Zwitserland | Tórsvøllur, Tórshavn Toeschouwers: 4.594 Scheidsrechter: Paolo Mazzoleni (ITA) |
| 9 juni Kwalificatie WK 2018 Groep B № 177 «onderlinge duels» 20:45 uur |         | 36' Granit Xhaka 59' Xherdan Shaqiri |             | Tórsvøllur, Tórshavn Toeschouwers: 4.594 Scheidsrechter: Paolo Mazzoleni (ITA) |

|                                                                             | |       |                      |                                                                                    |
| 31 augustus Kwalificatie WK 2018 Groep B № 178 «onderlinge duels» 20:45 uur | Portugal | 5 – 1 | Faeröer              | Estádio do Bessa, Porto Toeschouwers: 25.087 Scheidsrechter: Srđan Jovanović (SRB) |
| 31 augustus Kwalificatie WK 2018 Groep B № 178 «onderlinge duels» 20:45 uur | Cristiano Ronaldo 3' Cristiano Ronaldo 29' (pen.) William Carvalho 58' Cristiano Ronaldo 64' Nélson Oliveira 84' |       | 38' Róaldur Jacobsen | Estádio do Bessa, Porto Toeschouwers: 25.087 Scheidsrechter: Srđan Jovanović (SRB) |

|                                                                             |                      |       |         |                                                                          |
| 3 september Kwalificatie WK 2018 Groep B № 179 «onderlinge duels» 18:00 uur | Faeröer              | 1 – 0 | Andorra | Tórsvøllur, Tórshavn Toeschouwers: 4.357 Scheidsrechter: Sant Alan (MLT) |
| 3 september Kwalificatie WK 2018 Groep B № 179 «onderlinge duels» 18:00 uur | Gilli Rólantsson 31' |       |         | Tórsvøllur, Tórshavn Toeschouwers: 4.357 Scheidsrechter: Sant Alan (MLT) |

|                                                                           |         |       |         |                                                                                     |
| 7 oktober Kwalificatie WK 2018 Groep B № 180 «onderlinge duels» 18:00 uur | Faeröer | 0 – 0 | Letland | Tórsvøllur, Tórshavn Toeschouwers: 4.203 Scheidsrechter: Robert Schörgenhofer (AUT) |
| 7 oktober Kwalificatie WK 2018 Groep B № 180 «onderlinge duels» 18:00 uur |         |       |         | Tórsvøllur, Tórshavn Toeschouwers: 4.203 Scheidsrechter: Robert Schörgenhofer (AUT) |

|                                                                            |                 |       |         |                                                                                        |
| 10 oktober Kwalificatie WK 2018 Groep B № 181 «onderlinge duels» 20:45 uur | Hongarije       | 1 – 0 | Faeröer | Groupama Arena, Boedapest Toeschouwers: 19.000 Scheidsrechter: Roey Reinshreiber (ISR) |
| 10 oktober Kwalificatie WK 2018 Groep B № 181 «onderlinge duels» 20:45 uur | Dániel Böde 81' |       |         | Groupama Arena, Boedapest Toeschouwers: 19.000 Scheidsrechter: Roey Reinshreiber (ISR) |

### 2018
|                                                               |                    |       |                          |                                                                                              |
| 22 maart Vriendschappelijk № 182 «onderlinge duels» 18:00 uur | Faeröer            | 1 – 1 | Letland                  | Marbella Football Center, Marbella Toeschouwers: 152 Scheidsrechter: Ola Hobber Nilsen (NOR) |
| 22 maart Vriendschappelijk № 182 «onderlinge duels» 18:00 uur | Atli Gregersen 27' |       | 69' Vladislavs Fjodorovs | Marbella Football Center, Marbella Toeschouwers: 152 Scheidsrechter: Ola Hobber Nilsen (NOR) |

|                                                               |                                                                      |       |               |                                                                                                 |
| 25 maart Vriendschappelijk № 183 «onderlinge duels» 18:00 uur | Faeröer                                                              | 3 – 0 | Liechtenstein | Marbella Football Center, Marbella Toeschouwers: 100 Scheidsrechter: Markus Strömbergsson (SWE) |
| 25 maart Vriendschappelijk № 183 «onderlinge duels» 18:00 uur | Kaj Leo Bartalsstovu 12' Brandur Hendriksson 80' Sonni Nattestad 85' |       |               | Marbella Football Center, Marbella Toeschouwers: 100 Scheidsrechter: Markus Strömbergsson (SWE) |

|                                                                            |                                                               |       |                    |                                                                                 |
| 7 september UEFA Nations League 2018/19 № 184 «onderlinge duels» 20:45 uur | Faeröer                                                       | 3 – 1 | Malta              | Tórsvøllur, Tórshavn Toeschouwers: 3.234 Scheidsrechter: Ville Nevalainen (FIN) |
| 7 september UEFA Nations League 2018/19 № 184 «onderlinge duels» 20:45 uur | Jóan Símun Edmundsson 31' René Joensen 38' Hallur Hansson 51' |       | 42' Michael Mifsud | Tórsvøllur, Tórshavn Toeschouwers: 3.234 Scheidsrechter: Ville Nevalainen (FIN) |

|                                                                             |                                  |       |         |                                                                                         |
| 10 september UEFA Nations League 2018/19 № 185 «onderlinge duels» 20:45 uur | Kosovo                           | 2 – 0 | Faeröer | Fadil Vokrristadion, Pristina Toeschouwers: 12.677 Scheidsrechter: Bart Vertenten (BEL) |
| 10 september UEFA Nations League 2018/19 № 185 «onderlinge duels» 20:45 uur | Arbër Zeneli 50' Atdhe Nuhiu 55' |       |         | Fadil Vokrristadion, Pristina Toeschouwers: 12.677 Scheidsrechter: Bart Vertenten (BEL) |

|                                                                   |         |                                                               |              |                                                                               |
| 11 oktober UEFA Nations League № 186 «onderlinge duels» 20:45 uur | Faeröer | 0 – 3                                                         | Azerbeidzjan | Tórsvøllur, Tórshavn Toeschouwers: 2.820 Scheidsrechter: Aleksej Jeskov (RUS) |
| 11 oktober UEFA Nations League № 186 «onderlinge duels» 20:45 uur |         | 28' Riçard Almeyda 67' Dima Nazarov 86' (pen.) Riçard Almeyda |              | Tórsvøllur, Tórshavn Toeschouwers: 2.820 Scheidsrechter: Aleksej Jeskov (RUS) |

|                                                                   |                  |       |                  |                                                                                 |
| 14 oktober UEFA Nations League № 187 «onderlinge duels» 18:00 uur | Faeröer          | 1 – 1 | Kosovo           | Tórsvøllur, Tórshavn Toeschouwers: 2.300 Scheidsrechter: Miroslav Zelinka (CZE) |
| 14 oktober UEFA Nations League № 187 «onderlinge duels» 18:00 uur | René Joensen 50' |       | 9' Milot Rashica | Tórsvøllur, Tórshavn Toeschouwers: 2.300 Scheidsrechter: Miroslav Zelinka (CZE) |

|                                                                    |                                   |       |         |                                                                                     |
| 17 november UEFA Nations League № 188 «onderlinge duels» 18:00 uur | Azerbeidzjan                      | 2 – 0 | Faeröer | Olympisch Stadion, Bakoe Toeschouwers: 12.653 Scheidsrechter: Dimitris Masias (CYP) |
| 17 november UEFA Nations League № 188 «onderlinge duels» 18:00 uur | Dima Nazarov 18' Mahir Emreli 28' |       |         | Olympisch Stadion, Bakoe Toeschouwers: 12.653 Scheidsrechter: Dimitris Masias (CYP) |

|                                                                    |                  |       |                 |                                                                                    |
| 20 november UEFA Nations League № 189 «onderlinge duels» 20:45 uur | Malta            | 1 – 1 | Faeröer         | Ta' Qalistadion, Ta' Qali Toeschouwers: 2.152 Scheidsrechter: Vitali Mesjkov (RUS) |
| 20 november UEFA Nations League № 189 «onderlinge duels» 20:45 uur | Juan Corbalan 4' |       | 3' René Joensen | Ta' Qalistadion, Ta' Qali Toeschouwers: 2.152 Scheidsrechter: Vitali Mesjkov (RUS) |

### 2019
|                                                             |                                        |       |                     |                                                                                                  |
| 23 maart EK-kwalificatie № 190 «onderlinge duels» 18:00 uur | Malta                                  | 2 – 1 | Faeröer             | Ta' Qalistadion, Ta' Qali Toeschouwers: 7.531 Scheidsrechter: Vilhjálmur Alvar Þórarinsson (ISL) |
| 23 maart EK-kwalificatie № 190 «onderlinge duels» 18:00 uur | Kyrian Nwoko 13' Steve Borg 77' (pen.) |       | 90+8' Jákup Thomsen | Ta' Qalistadion, Ta' Qali Toeschouwers: 7.531 Scheidsrechter: Vilhjálmur Alvar Þórarinsson (ISL) |

|                                                             |                                                                          |       |                               | |
| 26 maart EK-kwalificatie № 191 «onderlinge duels» 20:45 uur | Roemenië                                                                 | 4 – 1 | Faeröer                       | Dr.-Constantin-Rădulescustadion, Cluj-Napoca Toeschouwers: 10.502 Scheidsrechter: Halil Umut Meler (TUR) |
| 26 maart EK-kwalificatie № 191 «onderlinge duels» 20:45 uur | Ciprian Deac 26' Claudiu Keșerü 29' Claudiu Keșerü 33' George Pușcaș 63' |       | 40' (pen.) Viljormur Davidsen | Dr.-Constantin-Rădulescustadion, Cluj-Napoca Toeschouwers: 10.502 Scheidsrechter: Halil Umut Meler (TUR) |

|                                                           |                   |       |                                                                          |                                                                            |
| 7 juni EK-kwalificatie № 192 «onderlinge duels» 20:45 uur | Faeröer           | 1 – 4 | Spanje                                                                   | Tórsvøllur, Tórshavn Toeschouwers: 3.226 Scheidsrechter: Enea Jorgji (ALB) |
| 7 juni EK-kwalificatie № 192 «onderlinge duels» 20:45 uur | Klæmint Olsen 30' |       | 6' Sergio Ramos 19' Jesús Navas 34' (e.d.) Teitur Gestsson 71' José Gayà | Tórsvøllur, Tórshavn Toeschouwers: 3.226 Scheidsrechter: Enea Jorgji (ALB) |

|                                                            |         |                                     |           |                                                                               |
| 10 juni EK-kwalificatie № 193 «onderlinge duels» 20:45 uur | Faeröer | 0 – 2                               | Noorwegen | Tórsvøllur, Tórshavn Toeschouwers: 3.083 Scheidsrechter: Donatas Rumšas (LTU) |
| 10 juni EK-kwalificatie № 193 «onderlinge duels» 20:45 uur |         | 49' Bjørn Johnsen 83' Bjørn Johnsen |           | Tórsvøllur, Tórshavn Toeschouwers: 3.083 Scheidsrechter: Donatas Rumšas (LTU) |

|                                                                |         |                                                                             |        |                                                                              |
| 5 september EK-kwalificatie № 194 «onderlinge duels» 20:45 uur | Faeröer | 0 – 4                                                                       | Zweden | Tórsvøllur, Tórshavn Toeschouwers: 3.108 Scheidsrechter: Tiago Martins (POR) |
| 5 september EK-kwalificatie № 194 «onderlinge duels» 20:45 uur |         | 12' Alexander Isak 15' Alexander Isak 23' Victor Lindelöf 41' Robin Quaison |        | Tórsvøllur, Tórshavn Toeschouwers: 3.108 Scheidsrechter: Tiago Martins (POR) |

|                                                                |                                                             |       |         |                                                                                |
| 8 september EK-kwalificatie № 195 «onderlinge duels» 20:45 uur | Spanje                                                      | 4 – 0 | Faeröer | El Molinón, Gijón Toeschouwers: 23.644 Scheidsrechter: Krzysztof Jakubik (POL) |
| 8 september EK-kwalificatie № 195 «onderlinge duels» 20:45 uur | Rodrigo 13' Rodrigo 50' Paco Alcácer 90' Paco Alcácer 90+3' |       |         | El Molinón, Gijón Toeschouwers: 23.644 Scheidsrechter: Krzysztof Jakubik (POL) |

|                                                               |         |                                                              |          |                                                                              |
| 12 oktober EK-kwalificatie № 196 «onderlinge duels» 18:00 uur | Faeröer | 0 – 3                                                        | Roemenië | Tórsvøllur, Tórshavn Toeschouwers: 2.380 Scheidsrechter: Aliyar Ağayev (AZE) |
| 12 oktober EK-kwalificatie № 196 «onderlinge duels» 18:00 uur |         | 74' George Pușcaș 83' Alexandru Mitriță 90+4' Claudiu Keșerü |          | Tórsvøllur, Tórshavn Toeschouwers: 2.380 Scheidsrechter: Aliyar Ağayev (AZE) |

|                                                               |                       |       |       |                                                                                   |
| 15 oktober EK-kwalificatie № 197 «onderlinge duels» 20:45 uur | Faeröer               | 1 – 0 | Malta | Tórsvøllur, Tórshavn Toeschouwers: 2.677 Scheidsrechter: José María Sánchez (ESP) |
| 15 oktober EK-kwalificatie № 197 «onderlinge duels» 20:45 uur | Rógvi Baldvinsson 71' |       |       | Tórsvøllur, Tórshavn Toeschouwers: 2.677 Scheidsrechter: José María Sánchez (ESP) |

|                                                                |                                                                                |       |         |                                                                             |
| 15 november EK-kwalificatie № 198 «onderlinge duels» 18:00 uur | Noorwegen                                                                      | 4 – 0 | Faeröer | Ullevaalstadion, Oslo Toeschouwers: 10.400 Scheidsrechter: Fran Jović (CRO) |
| 15 november EK-kwalificatie № 198 «onderlinge duels» 18:00 uur | Tore Reginiussen 4' Iver Fossum 8' Alexander Sørloth 62' Alexander Sørloth 65' |       |         | Ullevaalstadion, Oslo Toeschouwers: 10.400 Scheidsrechter: Fran Jović (CRO) |

|                                                                |                                                                |       |         |                                                                           |
| 18 november EK-kwalificatie № 199 «onderlinge duels» 20:45 uur | Zweden                                                         | 3 – 0 | Faeröer | Friends Arena, Solna Toeschouwers: 19.500 Scheidsrechter: Matej Jug (SLO) |
| 18 november EK-kwalificatie № 199 «onderlinge duels» 20:45 uur | Sebastian Andersson 29' Mattias Svanberg 72' John Guidetti 80' |       |         | Friends Arena, Solna Toeschouwers: 19.500 Scheidsrechter: Matej Jug (SLO) |

FSF · A-internationals · Statistieken · Bondscoaches · Faeröers vrouwenelftal · Faeröer U21 · Faeröer U20 · Faeröer U19 · Faeröer U18 · Faeröer U17 · Faeröer U16
1980 – 1989 ·
1990 – 1999 ·
2000 – 2009 ·
2010 – 2019 ·
2020 – 2029
1988 · 
1989 · 
1990 ·
1991 · 
1992 · 
1993 · 
1994 · 
1995 · 
1996 · 
1997 · 
1998 · 
1999 · 
2000 · 
2001 · 
2002 · 
2003 · 
2004 · 
2005 · 
2006 · 
2007 · 
2008 · 
2009 · 
2010 · 
2011 · 
2012 · 
2013 · 
2014 · 
2015 · 
2016 ·
2017 ·
2018 ·
2019 ·
2020 ·
2021 ·
2022 ·
2023 ·
2024
Albanië ·
Andorra ·
Armenië ·
Azerbeidzjan ·
België ·
Bosnië en Herzegovina ·
Canada ·
Cyprus ·
Denemarken ·
Duitsland ·
Estland ·
Finland ·
Frankrijk ·
Georgië ·
Gibraltar ·
Griekenland ·
Hongarije ·
Ierland ·
IJsland ·
Israël ·
Italië ·
Joegoslavië ·
Kazachstan ·
Kosovo ·
Letland · 
Liechtenstein ·
Litouwen ·
Luxemburg ·
Malta ·
Moldavië ·
Nederland ·
Noord-Ierland ·
Noord-Macedonië ·
Noorwegen ·
Oekraïne ·
Oostenrijk ·
Polen ·
Portugal ·
Roemenië ·
Rusland ·
San Marino ·
Schotland ·
Servië ·
Servië en Montenegro · 
Slovenië ·
Slowakije ·
Spanje ·
Thailand ·
Tsjechië ·
Tsjecho-Slowakije ·
Turkije ·
Wales ·
Zweden ·
Zwitserland
AFC-zone: Afghanistan · Australië · Bahrein · Bangladesh · Bhutan · Brunei · Cambodja · China · Chinees Taipei · Filipijnen · Guam · Hongkong · India · Indonesië · Iran · Irak · Japan · Jemen · Jordanië · Koeweit · Kirgizië · Laos · Libanon · Macau · Maleisië · Maldiven · Mongolië · Myanmar · Nepal · Noord-Korea · Oezbekistan · Oman · Oost-Timor · Pakistan · Palestina · Qatar · Saoedi-Arabië · Singapore · Sri Lanka · Syrië · Tadjikistan · Thailand · Turkmenistan · Verenigde Arabische Emiraten · Vietnam · Zuid-Korea

CAF-zone: Algerije · Angola · Benin · Botswana · Burkina Faso · Burundi · Centraal-Afrikaanse Republiek · Comoren · Congo-Brazzaville · Congo-Kinshasa · Djibouti · Egypte · Equatoriaal-Guinea · Eritrea · Ethiopië · Gabon · Gambia · Ghana · Guinee · Guinee-Bissau · Ivoorkust · Kaapverdië · Kameroen · Kenia · Lesotho · Liberia · Libië · Madagaskar · Malawi · Mali · Mauritanië · Mauritius · Marokko · Mozambique · Namibië · Niger · Nigeria · Oeganda · Rwanda · Sao Tomé en Principe · Senegal · Seychellen · Sierra Leone · Soedan · Somalië · Swaziland · Tanzania · Togo · Tsjaad · Tunesië · Zambia · Zimbabwe · Zuid-Afrika · Zuid-Soedan 

CONCACAF-zone: Amerikaanse Maagdeneilanden · Anguilla · Antigua en Barbuda · Aruba · Bahama's · Barbados · Belize · Bermuda · Britse Maagdeneilanden · Canada · Kaaimaneilanden · Costa Rica · Cuba · Curaçao · Dominica · Dominicaanse Republiek · El Salvador · Frans Guyana · Grenada · Guadeloupe · Guatemala · Guyana · Haïti · Honduras · Jamaica · Martinique · Mexico · Montserrat · 
Nicaragua · Panama · Puerto Rico · Saint Kitts en Nevis · Saint Lucia · Saint Vincent en de Grenadines · Sint Maarten · Suriname · Trinidad en Tobago · Turks- en Caicoseilanden · Verenigde Staten

CONMEBOL-zone: Argentinië · Bolivia · Brazilië · Chili · Colombia · Ecuador · Paraguay · Peru · Uruguay · Venezuela

OFC-zone: Amerikaans-Samoa · Cookeilanden · Fiji · Nieuw-Caledonië · Nieuw-Zeeland · Papoea-Nieuw-Guinea · Samoa · Salomoneilanden · Tahiti · Tonga · Vanuatu

UEFA-zone: Albanië · Andorra · Armenië · Azerbeidzjan · België · Bosnië en Herzegovina · Bulgarije · Cyprus · Denemarken · Duitsland · Engeland · Estland · Faeröer · Finland · Frankrijk · Georgië · Gibraltar · Griekenland · Hongarije · IJsland · Ierland · Israël · Italië · Kazachstan · Kosovo · Kroatië · Letland · Liechtenstein · Litouwen · Luxemburg · Macedonië · Malta · Moldavië · Montenegro · Nederland · Noord-Ierland · Noorwegen · Oekraïne · Oostenrijk · Polen · Portugal · Roemenië · Rusland · San Marino · Schotland · Servië · Slovenië · Slowakije · Spanje · Tsjechië · Turkije · Wales · Wit-Rusland · Zweden · Zwitserland